# Klorfluorkarboner

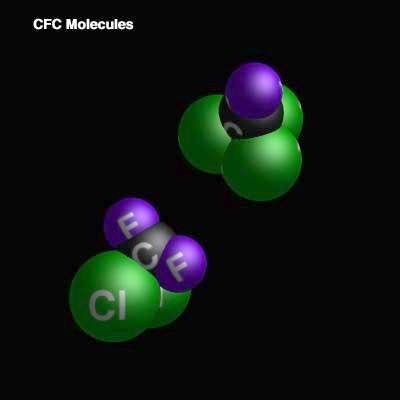
CFC-molekyler

Klorfluorkarboner, även betecknade med förkortningen CFC från engelskans ChloroFluoroCarbon compounds, klor-fluor-kol-föreningar, är en samling halogenkolväten med kort kolkedja. Handelsnamnet är freoner. 
Klorfluorkarboner är inerta (reaktionströga) och kan användas som köldmedier, drivmedel i sprayförpackningar, brandsläckare och lösningsmedel för opolära ämnen. De löser sig därför i fettvävnaden hos levande organismer och har förmåga till bioackumulation. Arter som lever i toppen av näringspyramiden kan drabbas av starkt förhöjda halter av dessa ämnen. 
CFC utvecklades av den amerikanske kemisten Thomas Midgley 1928. Man hade då under en tid försökt få fram en ersättare för de köldmedier, främst ammoniak, metylklorid och svaveldioxid, som användes i de allt vanligare kylskåpen för hemmabruk men som ofta var giftiga och/eller brandfarliga. Freonet hade ingen av dessa nackdelar och blev snabbt mycket populärt, både som köldmedium och som drivmedel i sprayflaskor.
När CFC-gaser kommer ut i luften bidrar de till växthuseffekten så länge de uppehåller sig i troposfären. Om CFC sedan transporteras vidare längre upp till stratosfären bidrar de till nedbrytningen av ozonlagret, som skyddar jorden från skadlig UV-strålning. När CFC i stratosfären träffas av UV-B-strålning frigörs en klorradikal (eller motsvarande) som är mycket reaktiv och därför bryter ned ozonmolekyler. Eftersom CFC är långlivade åstadkommer de stor skada. 

Montrealprotokollet, ett internationellt avtal för att fasa ut användningen av klorfluorkarboner och andra ämnen som skadar ozonskiktet undertecknades 1987. Sedan 1 januari 2000 är användning av CFC förbjuden, med undantag för mindre aggregat med en fyllnadsmängd av max 900 g. Det fanns ett användarstopp som var satt till 31 december 2004, det ändrades under hösten 2004.  Sedan den 1 januari 2002 är det förbjudet att nyinstallera maskiner som använder HCFC (hydroklorfluorkarboner). Påfyllning av redan installerade maskiner får heller inte ske. HFC (hydrofluorkarboner) har ännu inga restriktioner och används ofta som ersättning.
Exempel på olika typer och som finns under olika handelsnamn och förkortningar är R11, R12.

## Exempel
- Tetraklormetan, Freon 10, CFC-10
- Tetrafluormetan, Freon 14, CFC-14
- Fluortriklormetan, Freon 11, CFC-11
- Difluordiklormetan, Freon 12, CFC-12
- Trifluorklormetan, Freon 13, CFC-13